# Szeleburdi víkendezők
A Szeleburdi víkendezők (eredeti cím: The Weekenders) amerikai rajzfilmsorozat, amelyet 2000-től 2004-ig sugároztak. A műsor négy jó barát hétvégéit mutatja be. Különböző személyiségük van, és a bőrszínük is különbözik, ennek ellenére mégis jó barátok. A sorozat egy évadot élt meg 39 epizóddal. 30 perces (fél órás) egy epizód. Az USA-ban 2000. február 26-tól 2004. február 29-ig sugározták. Két DVD-kiadás is készült, amelyek az összes epizódot tartalmazzák. Az óceán túlpartján három tévéadó is sugározta: az ABC, az UPN és a Toon Disney. Magyarországon az RTL Klub adta a Disney rajzfilmeket sugárzó blokkjában.